# Wikinovice
Wikinovice (angleško Wikinews) so wiki novice z brezplačno vsebino in projekt Fundacije Wikimedia. Spletno mesto deluje prek sodelovalnega novinarstva. Soustanovitelj Wikipedije Jimmy Wales Wikinovice od Wikipedije razlikuje z besedami: »na Wikinewsu je treba vsako zgodbo napisati kot novico v nasprotju s člankom o enciklopediji.« V nasprotju z večino projektov Fundacije Wikimedia Wikinovice omogoča izvirno delo v obliki izvirnega poročanja in intervjujev.
Od junija 2021 obstajajo lokalni projekti Wikinovic, ki delujejo v 29 jezikih in obsegajo skupno 889.865 člankov in 577 nedavno aktivnih urednikov. Uredniki Wikinovic so znani kot wikinewses (wikinovinarji).